# Thamnophilus
Thamnophilus es un género de aves paseriformes perteneciente a la familia Thamnophilidae que agrupa a numerosas especies nativas de la América tropical (Neotrópico), cuyas áreas de distribución se encuentran desde el este de México, a través de América Central y del Sur hasta el norte de Argentina y Uruguay. A sus miembros se les conoce popularmente como batarás, y también chocas u hormigueros.

## Etimología
El nombre genérico «Thamnophilus» se compone de las palabras del griego «θαμνος thamnos» que significa ‘arbusto’ y «φιλος philos» que significa ‘amante’.

## Características
El presente es un numeroso y complejo género cuyos miembros son ampliamente encontrados en áreas boscosas y arbustivas, en zonas tropicales y subtropicales y algunas pocas en zonas montanas. Medianos, miden entre 14 y 17,5 cm de longitud. Sus picos, generalmente gruesos, terminan en forma de gancho. Se dividen en dos grupos básicos: especies más o menos barradas (que prefieren hábitats de matorrales o bordes de bosques) y especies más o menos grisáceas (las hembras rufas o pardas), que habitan dentro del bosque. Son más vocales, a pesar de no particularmente furtivas. En general Thamnophilus prefieren hábitats de vegetación densa donde permanecen difíciles de ser vistos. Son insectívoros que se alimentan de presas que localizan entre el follaje.

## Lista de especies
Según las clasificaciones del Congreso Ornitológico Internacional (IOC),  y Clements Checklist/eBird, el género agrupa a las siguientes especies con el respectivo nombre popular de acuerdo con la Sociedad Española de Ornitología (SEO).
| Imagen | Nombre científico                        | Autor                           | Nombre común                  | Estado de conservación | Distribución |
| ------ | ---------------------------------------- | ------------------------------- | ----------------------------- | ---------------------- | ------------ |
|        | Thamnophilus doliatus                    | (Linnaeus, 1764)                | batará barrado                | LC                     |              |
|        | Thamnophilus (doliatus) capistratus      | Lesson, 1840                    | batará barrado de la caatinga | NE                     |              |
|        | Thamnophilus ruficapillus                | Vieillot, 1816                  | batará pardo                  | LC                     |              |
|        | Thamnophilus (ruficapillus) subfasciatus | P.L. Sclater & Salvin, 1876     | batará pardo norteño          | LC                     |              |
|        | Thamnophilus torquatus                   | Swainson, 1825                  | batará alirrufo               | LC                     |              |
|        | Thamnophilus zarumae                     | Chapman, 1921                   | batará de Chapman             | LC                     |              |
|        | Thamnophilus multistriatus               | Lafresnaye, 1844                | batará crestibarrado          | LC                     |              |
|        | Thamnophilus tenuepunctatus              | Lafresnaye, 1853                | batará vermiculado            | LC                     |              |
|        | Thamnophilus palliatus                   | (Lichtenstein, 1823)            | batará dorsicastaño           | LC                     |              |
|        | Thamnophilus bernardi                    | Lesson, 1844                    | batará collarejo              | LC                     |              |
|        | Thamnophilus (bernardi) shumbae          | (Carriker, 1934)                | batará del Marañon            | VU                     |              |
|        | Thamnophilus atrinucha                   | Salvin & Godman, 1892           | batará pizarroso occidental   | LC                     |              |
|        | Thamnophilus bridgesi                    | P.L. Sclater, 1856              | batará negruzco               | LC                     |              |
|        | Thamnophilus schistaceus                 | d'Orbigny, 1837                 | batará alillano               | LC                     |              |
|        | Thamnophilus murinus                     | P.L. Sclater & Salvin, 1868     | batará murino                 | LC                     |              |
|        | Thamnophilus nigriceps                   | P.L. Sclater, 1869              | batará negro                  | LC                     |              |
|        | Thamnophilus praecox                     | J.T. Zimmer, 1937               | batará de Cocha               | NT                     |              |
|        | Thamnophilus cryptoleucus                | (Ménégaux & Hellmayr, 1906)     | batará de Castelnau           | LC                     |              |
|        | Thamnophilus nigrocinereus               | P.L. Sclater, 1855              | batará ceniciento             | LC                     |              |
|        | Thamnophilus punctatus                   | (Shaw, 1809)                    | batará pizarroso punteado     | LC                     |              |
|        | Thamnophilus stictocephalus              | Pelzeln, 1868                   | batará pizarroso de Natterer  | LC                     |              |
|        | Thamnophilus sticturus                   | Pelzeln, 1868                   | batará pizarroso boliviano    | LC                     |              |
|        | Thamnophilus pelzelni                    | Hellmayr, 1924                  | batará pizarroso del Planalto | LC                     |              |
|        | Thamnophilus ambiguus                    | Swainson, 1825                  | batará pizarroso de Sooretama | LC                     |              |
|        | Thamnophilus caerulescens                | Vieillot, 1816                  | batará variable               | LC                     |              |
|        | Thamnophilus unicolor                    | (P.L. Sclater, 1859)            | batará unicolor               | LC                     |              |
|        | Thamnophilus aethiops                    | P.L. Sclater, 1858              | batará hombroblanco           | LC                     |              |
|        | Thamnophilus aroyae                      | (Hellmayr, 1904)                | batará montano                | LC                     |              |
|        | Thamnophilus melanonotus                 | P.L. Sclater, 1855              | batará dorsinegro             | LC                     |              |
|        | Thamnophilus melanothorax                | P.L. Sclater, 1857              | batará guayanés               | LC                     |              |
|        | Thamnophilus amazonicus                  | P.L. Sclater, 1858              | batará amazónico              | LC                     |              |
|        | Thamnophilus insignis                    | Salvin & Godman, 1884           | batará insigne                | LC                     |              |
|        | Thamnophilus divisorius                  | Whitney, Oren & Brumfield, 2004 | batará de Acre                | LC                     |              |